# Gheorghe Dani
Gheorghe Dani (ur. 30 sierpnia 1961) – rumuński, a potam austriacki judoka.
Uczestnik mistrzostw świata w 1983. Srebrny medalista mistrzostw Europy w 1985; piąty w 1986; siódmy w 1983. Trzeci na uniwersjadzie w 1985 roku.